# دانبارتونشایر
دانبارتونشایر (به انگلیسی: Dunbartonshire) یک منطقهٔ مسکونی در بریتانیا است که در اسکاتلند واقع شده‌است.